# Sybilla Masters

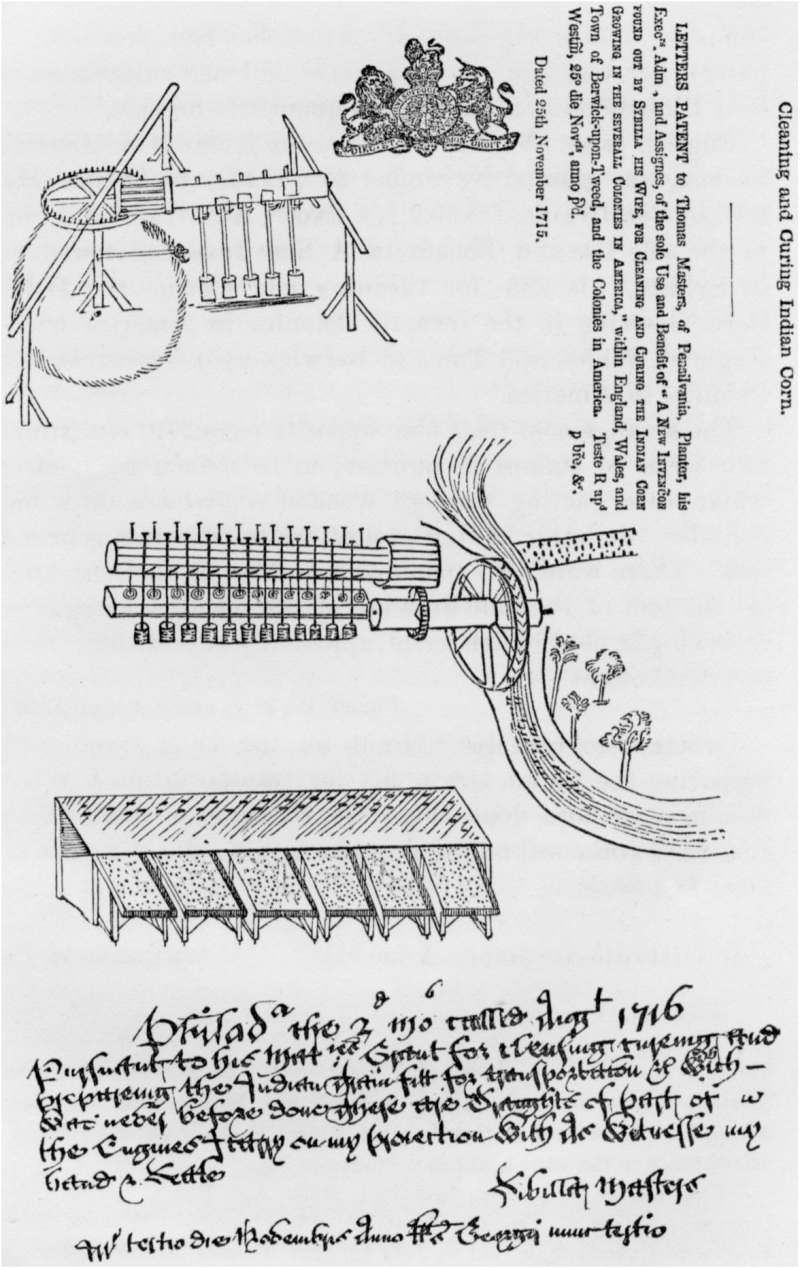
Brittiska patentet nummer 604 (1715) för rengöring och härdning av indisk majscorn (också kallat för flint corn och calico corn). Patentet ansökt av Sybilla Masters men beviljat till hennes man Thomas Masters eftersom kvinnor inte kunde erkännas juridiskt.

Sybilla Masters, född 1675, död 1720, var en amerikansk uppfinnare. Hon fick 1715 patent för en kornkvarn. Hon var troligen den första person i Amerika som fått patent för en uppfinning. Hon var en av de första kvinnliga uppfinnarna i Amerika.